# Copa islandesa de futbol
La Copa islandesa de futbol, actualment anomenada VISA-bikar pel patrocini de l'empresa VISA, és un torneig per eliminatòries que es disputa a Islàndia.
Es començà a disputar l'any 1960. The tournament was first played in 1960.
Fins al 1972 les finals es disputaven a l'estadi Melavollur al final de la temporada, els mesos d'octubre o novembre. Des de 1973, les finals es disputen a l'estadi Laugardalsvollur (l'estadi nacional) al final de la temporada, entre els mesos setembre i octubre.

## Historial

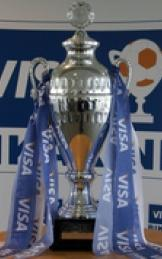
Copa d'Islàndia.

Font:
| Any  | Campió                                   | Resultat                                 | Finalista                                |
| ---- | ---------------------------------------- | ---------------------------------------- | ---------------------------------------- |
| 1960 | KR Reykjavík (1)                         | 2-0                                      | Fram Reykjavík                           |
| 1961 | KR Reykjavík (2)                         | 4-3                                      | ÍA Akranes                               |
| 1962 | KR Reykjavík (3)                         | 3-0                                      | Fram Reykjavík                           |
| 1963 | KR Reykjavík (4)                         | 4-1                                      | ÍA Akranes                               |
| 1964 | KR Reykjavík (5)                         | 4-0                                      | ÍA Akranes                               |
| 1965 | Valur Reykjavík (1)                      | 5-3                                      | ÍA Akranes                               |
| 1966 | KR Reykjavík (6)                         | 1-0                                      | Valur Reykjavík                          |
| 1967 | KR Reykjavík (7)                         | 3-0                                      | Víkingur Reykjavík                       |
| 1968 | ÍBV Vestmannæyjar (1)                    | 2-1                                      | KR-b Reykjavík                           |
| 1969 | IB Akureyri (1)                          | 1-1 3-2 (rep.)                           | ÍA Akranes                               |
| 1970 | Fram Reykjavík (1)                       | 2-1                                      | ÍBV Vestmannæyjar                        |
| 1971 | Víkingur Reykjavík (1)                   | 1-0                                      | Breiðablik Kopavogur                     |
| 1972 | ÍBV Vestmannæyjar (2)                    | 2-0                                      | FH Hafnarfjörður                         |
| 1973 | Fram Reykjavík (2)                       | 2-1                                      | ÍB Keflavík                              |
| 1974 | Valur Reykjavík (2)                      | 4-1                                      | ÍA Akranes                               |
| 1975 | ÍB Keflavík (1)                          | 1-0                                      | ÍA Akranes                               |
| 1976 | Valur Reykjavík (3)                      | 3-0                                      | ÍA Akranes                               |
| 1977 | Valur Reykjavík (4)                      | 2-1                                      | Fram Reykjavík                           |
| 1978 | ÍA Akranes (1)                           | 1-0                                      | Valur Reykjavík                          |
| 1979 | Fram Reykjavík (3)                       | 1-0                                      | Valur Reykjavík                          |
| 1980 | Fram Reykjavík (4)                       | 2-1                                      | ÍBV Vestmannæyjar                        |
| 1981 | ÍBV Vestmannæyjar (3)                    | 3-2                                      | Fram Reykjavík                           |
| 1982 | ÍA Akranes (2)                           | 2-1                                      | ÍB Keflavík                              |
| 1983 | ÍA Akranes (3)                           | 2-1 (prò.)                               | ÍBV Vestmannæyjar                        |
| 1984 | ÍA Akranes (4)                           | 2-1                                      | Fram Reykjavík                           |
| 1985 | Fram Reykjavík (5)                       | 3-1                                      | ÍB Keflavík                              |
| 1986 | ÍA Akranes (5)                           | 2-1                                      | Fram Reykjavík                           |
| 1987 | Fram Reykjavík (6)                       | 5-0                                      | Víðir Gardur                             |
| 1988 | Valur Reykjavík (5)                      | 1-0                                      | ÍB Keflavík                              |
| 1989 | Fram Reykjavík (7)                       | 3-1                                      | KR Reykjavík                             |
| 1990 | Valur Reykjavík (6)                      | 1-1 0-0 (rep.) (5-4 p)                   | KR Reykjavík                             |
| 1991 | Valur Reykjavík (7)                      | 1-1 1-0 (rep.)                           | FH Hafnarfjörður                         |
| 1992 | Valur Reykjavík (8)                      | 5-2 (prò.)                               | KA Akureyri                              |
| 1993 | ÍA Akranes (6)                           | 2-1                                      | ÍB Keflavík                              |
| 1994 | KR Reykjavík (8)                         | 2-0                                      | UG Grindavík                             |
| 1995 | KR Reykjavík (9)                         | 2-1                                      | Fram Reykjavík                           |
| 1996 | ÍA Akranes (7)                           | 2-1                                      | ÍBV Vestmannæyjar                        |
| 1997 | ÍB Keflavík (2)                          | 1-1 0-0 (rep.) (5-4 p)                   | ÍBV Vestmannæyjar                        |
| 1998 | ÍBV Vestmannæyjar (4)                    | 2-0                                      | IF Leiftur (Olafsfjördur)                |
| 1999 | KR Reykjavík (10)                        | 3-1                                      | ÍA Akranes                               |
| 2000 | ÍA Akranes (8)                           | 2-1                                      | ÍBV Vestmannæyjar                        |
| 2001 | Fylkir Reykjavík (1)                     | 2-2 (5-4 p)                              | KA Akureyri                              |
| 2002 | Fylkir Reykjavík (2)                     | 3-1                                      | Fram Reykjavík                           |
| 2003 | ÍA Akranes (9)                           | 1-0                                      | FH Hafnarfjörður                         |
| 2004 | ÍB Keflavík (3)                          | 3-0                                      | KA Akureyri                              |
| 2005 | Valur Reykjavík (9)                      | 1-0                                      | Fram Reykjavík                           |
| 2006 | ÍB Keflavík (4)                          | 2-0                                      | KR Reykjavík                             |
| 2007 | FH Hafnarfjörður (1)                     | 2-1 (prò.)                               | Fjölnir                                  |
| 2008 | KR Reykjavík (11)                        | 1-0                                      | Fjölnir                                  |
| 2009 | Breiðablik Kopavogur (1)                 | 2-2 (prò.) (5-4 p)                       | Fram Reykjavík                           |
| 2010 | FH Hafnarfjörður (2)                     | 4-0                                      | KR Reykjavík                             |
| 2011 | KR Reykjavík (12)                        | 2-0                                      | Þór Akureyri                             |
| 2012 | KR Reykjavík (13)                        | 2-1                                      | Stjarnan Garðabær                        |
| 2013 | Fram Reykjavík (8)                       | 3-3 (prò.) (3-1 p)                       | Stjarnan Garðabær                        |
| 2014 | KR Reykjavík (14)                        | 2-1                                      | ÍB Keflavík                              |
| 2015 | Valur Reykjavík (10)                     | 2-0                                      | KR Reykjavík                             |
| 2016 | Valur Reykjavík (11)                     | 2-0                                      | ÍBV Vestmannæyjar                        |
| 2017 | ÍBV Vestmannæyjar (5)                    | 1-0                                      | FH Hafnarfjörður                         |
| 2018 | Stjarnan Garðabær (1)                    | 0-0 (prò.) (4-1 p)                       | Breiðablik Kopavogur                     |
| 2019 | Víkingur Reykjavík (2)                   | 1-0                                      | FH Hafnarfjörður                         |
| 2020 | Anul·lat per la pandèmia de la COVID-19. | Anul·lat per la pandèmia de la COVID-19. | Anul·lat per la pandèmia de la COVID-19. |
| 2021 | Víkingur Reykjavík (3)                   | 3-0                                      | ÍA Akranes                               |
| 2022 | Víkingur Reykjavík (4)                   | 3-2 (prò.)                               | FH Hafnarfjörður                         |
| 2023 | Víkingur Reykjavík (5)                   | 3-1                                      | KA Akureyri                              |
| 2024 | KA Akureyri (1)                          | 2-0                                      | Víkingur Reykjavík                       |

## Palmarès
| Club        | Títols | Anys                                                                               |
| ----------- | ------ | ---------------------------------------------------------------------------------- |
| KR          | 14     | 1960, 1961, 1962, 1963, 1964, 1966, 1967, 1994, 1995, 1999, 2008, 2011, 2012, 2014 |
| Valur       | 11     | 1965, 1974, 1976, 1977, 1988, 1990, 1991, 1992, 2005, 2015, 2016                   |
| ÍA          | 9      | 1978, 1982, 1983, 1984, 1986, 1993, 1996, 2000, 2003                               |
| Fram        | 8      | 1970, 1973, 1979, 1980, 1985, 1987, 1989, 2013                                     |
| ÍBV         | 5      | 1968, 1972, 1981, 1998, 2017                                                       |
| Víkingur    | 5      | 1971, 2019, 2021, 2022, 2023                                                       |
| Keflavík    | 4      | 1975, 1997, 2004, 2006                                                             |
| Fylkir      | 2      | 2001, 2002                                                                         |
| FH          | 2      | 2007, 2010                                                                         |
| ÍBA         | 1      | 1969                                                                               |
| Breiðablik  | 1      | 2009                                                                               |
| Stjarnan    | 1      | 2018                                                                               |
| KA Akureyri | 1      | 2024                                                                               |